# Macau Taipa Ferry Terminal
Macau Taipa Ferry Terminal är en färjeterminal i Macao. Den ligger strax norr om Macau International Airport på ön Taipa. Den trafikeras av företaget Cotai Water Jet med katamaraner till Hongkong.